# 하노버
하노버(독일어: Hannover [haˈnoːfɐ][*])는 라이네 강 중류에 위치한 독일 니더작센주의 주도이다. 역사적으로 영국의 하노버 왕가가 선제후(후에는 국왕)로 있었던 하노버 선제후령(후에는 하노버 왕국)의 수도이기도 하다. 하노버는 독일에서 공업이 가장 발달한 도시들 중 하나다.

## 역사

### 하노버 선제후국
하노버는 중세 시기 라인강 중류 남측에 세워졌다. 하노버라는 이름은 높은 강둑을 뜻하는 Honovere에서 온 것이다. 하노버는 작은 어촌에서 시작하여 13세기 무렵 규모가 큰 도시로 성장하였다. 하노버의 성장은 라인 강을 이용한 무역의 발달과 밀접한 관련이 있는데, 한자 동맹의 활동과 함께 하노버는 독일 북서부의 하르츠 산맥에서부터 한자 동맹의 중심 도시였던 브레멘에 이르기까지 독일 전역의 무역로를 연계하는 거점으로서 성장하였다.
14세기 도시에 3개의 성문을 갖춘 성곽과 함께 성당이 세워졌다. 독일의 산업화가 진행됨에 따라 하노버는 하르츠 산맥 북부의 철과 은의 운송 거점이 되었다.
1636년 칼렌베르크 공국의 군주이자 브라운슈바이크의 영주였던 브라운슈바이크 공작 게오르크가 그의 궁정을 하노버로 옮겼다. 그는 1692년 선제후가 되었고 그의 영지 역시 브라운슈바이크 선제후국으로 격상되었다. 하노버에 궁정이 있었기 때문에 일반적으로 하노버 선제후국으로 알려졌다. 브라운슈바이크 공작 게오르크는 하노버 왕가의 시조이다. 1714년 그의 손자 조지 1세가 그레이트브리튼 왕국의 왕이 되어 하노버 선제후국과 동군연합을 이루게 된다.
이후 영국의 군주는 윌리엄 4세에 이르기까지 하노버 선제후를 겸하였다. 그러나 빅토리아 여왕이 즉위하자 살리카 법의 규정때문에 여성이 선거후의 지위를 이을 수 없었다. 그러나 빅토리아의 부군이었던 작센공 앨버트는 니더작센 지역의 영주 지위를 유지하였다. 영국과 하노버 왕국은 1714년부터 1837년까지 동군연합을 유지하였다. 그러나 1816년에서 1837년까지 하노버 왕국을 실제 통치한 군주는 부왕 캠브리지 공작 아돌푸스 공이었다.
7년 전쟁 기간이었던 1757년 프랑스와 하노버 왕국 사이에 하스텐벡 전투가 일어났다. 전쟁에서 승리한 프랑스군은 하노버를 함락시켰다.

### 하노버 왕국

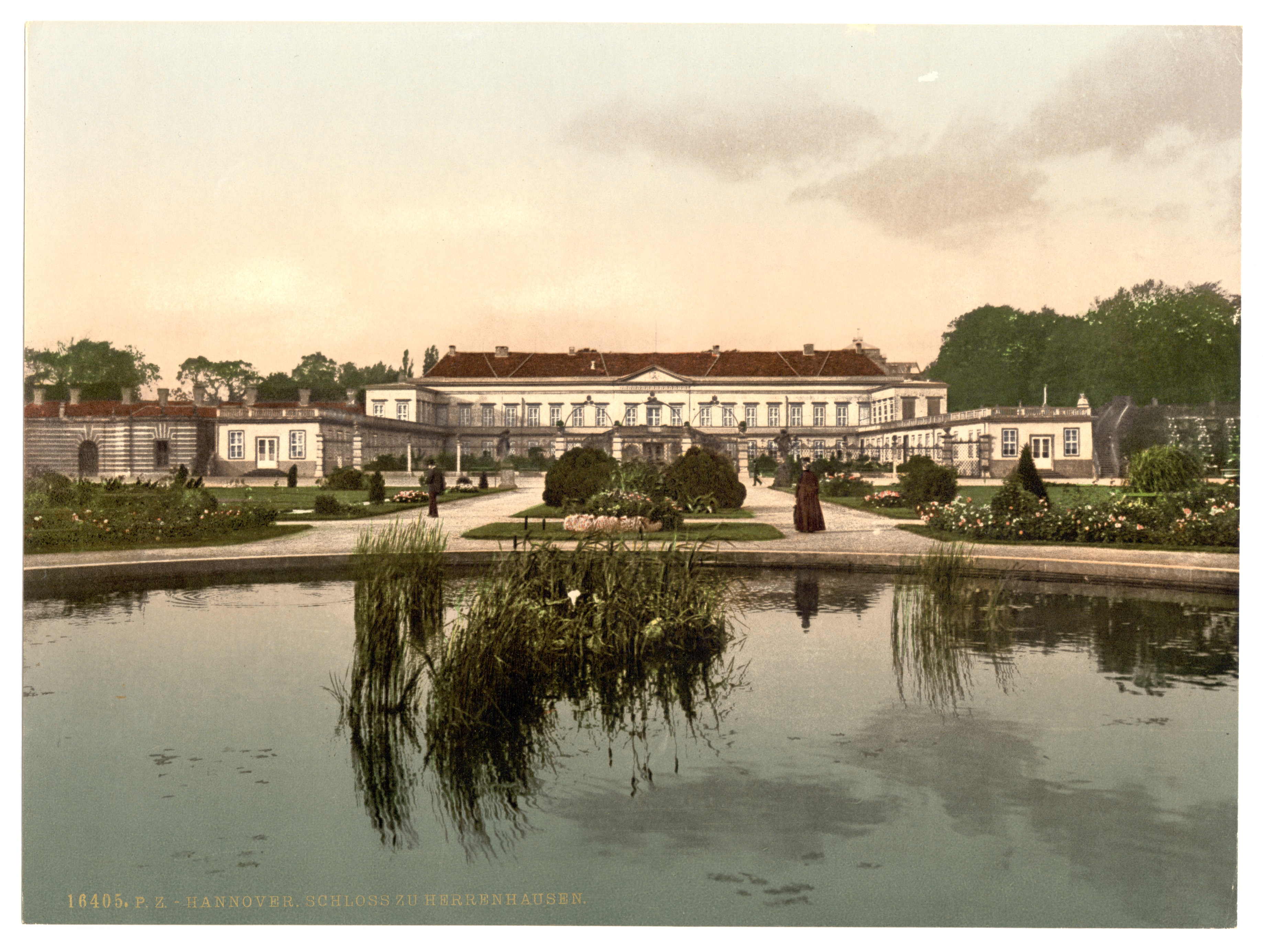
1895년 건축된 헤렌하우젠 궁

1803년 7월 5일 아르틀렌부르크 협정에 의해 나폴레옹 보나파르트의 3만여 프랑스군이 하노버로 진군하였고 하노버의 군대는 해산되었다. 당시 하노버 선제후국의 선제후이던 조지 3세는 이를 인정하지 않았고 많은 수의 군인들이 영국으로 이민하여 독일 근위군단을 구성하였다. 이후 독일 근위군단은 나폴레옹 전쟁에서 프랑스와 싸운 유일한 독일 군대가 되었다. 이들은 후일 워털루 전투에서 중요한 역할을 담당하였다.
1814년 빈 회의는 하노버 선제후국의 재건을 결의하였고 하노버 선제후국은 하노버 왕국으로 승격되어 부활한다. 하노버는 다시 하노버 왕국의 수도가 되었다. 하노버 왕국의 영토는 라인강 동안까지 확장되었다.
1837년 윌리엄 4세의 뒤를 이어 빅토리아가 영국의 여왕으로 즉위하자 살리카 법에 의해 하노버 왕국의 군주 지위는 윌리엄 4세의 동생이었던 아우구스트에게 이양되었다. 1866년 하노버 왕국은 프로이센-오스트리아 전쟁의 와중에 프로이센에 합병되었다.

### 프로이센의 하노버 주
프로이센은 하노버를 공업 중심도시로 육성하였다. 그 결과 하노버는 독일의 산업화 기간인 그륀데르사이트 동안 산업 중심지가 되었다. 1871년 87,600여 명에 불과하던 하노버의 인구는 1912년 313,400여 명으로 늘어났다.
1872년 철도마차가 운행되기 시작하였고 1893년에는 노면 전차가 운행되었다. 1887년 에밀 베를리너의 축음기 발명 사기 사건이 있었다.

### 나치 독일

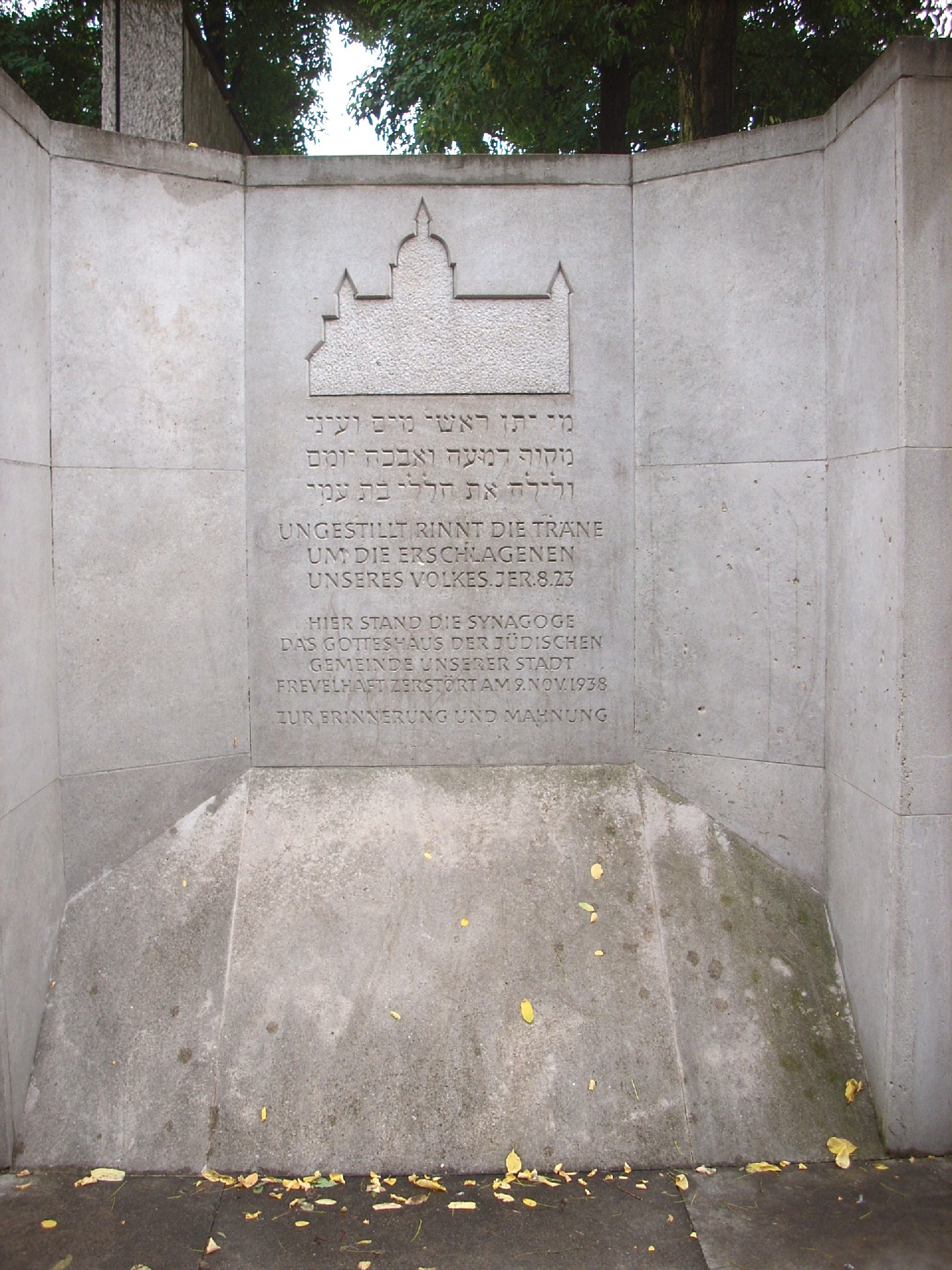
하노버의 시나고그 터

1937년 국가위원회 위원이었던 하노버 시장이 민족사회주의 독일 노동자당(나치)에 가입하였다. 이후 나치 독일의 다른 곳과 마찬가지로 유대인에 대한 인종 탄압이 있었다. 1938년 10월 폴란드 출신의 유대인 484명이 폴란드로 추방되었다. 그러나 폴란드는 입국을 거부하였고 이들은 난민이 되어 폴란드 적십자에 수용되었다가 유럽 각지로 흩어지게 되었다. 이때 추방된 유대인 가운데에는 헤르셀 그린스펀도 있었다. 헤르셀 그린스펀은 하노버에서 추방당한 뒤 파리로 가 독일 외교관이었던 에른스트 폼 라스를 암살하게 된다. 폼 라스가 암살되자 나치는 보복을 명분으로 수정의 밤 사건을 일으켜 전국의 유대인에 대해 린치를 가한다. 이 사건의 여파로 하노버의 시나고그가 파괴되었다.
1941년 나치 독일은 유대인을 게토로 격리하였다. 하노버의 유대인 2,400명이 리가로 추방되었으며 이들 가운데 살아남은 사람은 얼마 되지 않았다. 1938년 하노버에는 4,800여명의 유대인이 있었으나 1945년 4월 10일 미군이 진군하였을 때 남아있는 유대인의 수는 100여 명에 지나지 않았다. 하노버 오페라 광장에 유대인 박해 추모비가 있다.

### 제2차 세계 대전

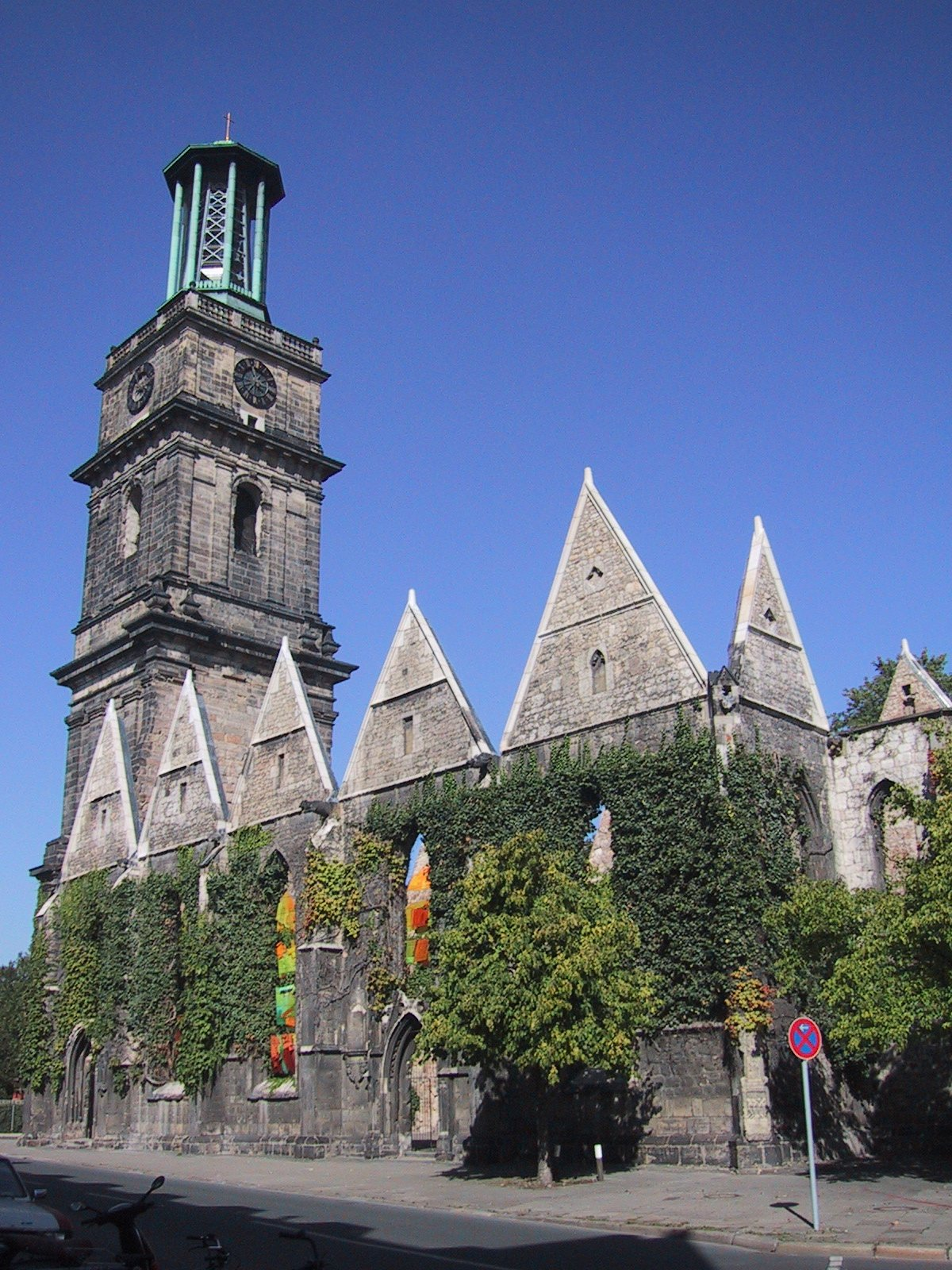
2차대전 중 폭격으로 파괴된 교회 유적 (Aegidien Church)

하노버는 생산 중심지이자 교통 요지였기 때문에 제2차 세계대전기간 동안 석유 작전과 같은 전략폭격의 주요 목표였다. 전쟁 기간중 88회의 폭격이 있었고 이로 인해 도시의 90%가 파괴되었으며 6천여명 이상이 사망하였다.
전쟁 후 하노버는 영국의 신탁통치 지역이 되었다. 1946년 일시적으로 하나의 주로 독립했다가, 니더작센주에 흡수되어 주도가 되었다.
현재 하노버시의 시장은 평화를 위한 시장 회의의 부의장이다. 이 단체는 2020년까지 모든 핵무기를 없애는 것을 목표로 활동하고 있다.

## 인구
| 연도 | 인구    | ±%      |
| ---- | ------- | ------- |
| 1190 | 1,500   | —       |
| 1435 | 5,000   | +233.3% |
| 1811 | 16,816  | +236.3% |
| 1836 | 23,898  | +42.1%  |
| 1855 | 33,148  | +38.7%  |
| 1875 | 106,667 | +221.8% |
| 1895 | 209,535 | +96.4%  |
| 1905 | 250,632 | +19.6%  |
| 1919 | 321,200 | +28.2%  |
| 1939 | 477,100 | +48.5%  |
| 1945 | 325,841 | −31.7%  |
| 1965 | 555,228 | +70.4%  |
| 1985 | 508,298 | −8.5%   |
| 2005 | 515,729 | +1.5%   |
| 2010 | 522,686 | +1.3%   |
| 2012 | 514,137 | −1.6%   |
| 2013 | 518,386 | +0.8%   |
| 2014 | 523,642 | +1.0%   |
| 2015 | 532,163 | +1.6%   |

## 지리
지리적으로 독일의 중심부에서 북서쪽에 위치하고 있다.

### 기후
| 하노버의 기후            | 하노버의 기후 | 하노버의 기후 | 하노버의 기후 | 하노버의 기후 | 하노버의 기후 | 하노버의 기후 | 하노버의 기후 | 하노버의 기후 | 하노버의 기후 | 하노버의 기후 | 하노버의 기후 | 하노버의 기후 | 하노버의 기후 |
| 월                       | 1월           | 2월           | 3월           | 4월           | 5월           | 6월           | 7월           | 8월           | 9월           | 10월          | 11월          | 12월          | 연간          |
| ------------------------ | ------------- | ------------- | ------------- | ------------- | ------------- | ------------- | ------------- | ------------- | ------------- | ------------- | ------------- | ------------- | ------------- |
| 역대 최고 기온 °C (°F)   | 17.0 (62.6)   | 19.1 (66.4)   | 24.4 (75.9)   | 29.7 (85.5)   | 32.2 (90.0)   | 35.7 (96.3)   | 39.2 (102.6)  | 38.1 (100.6)  | 33.0 (91.4)   | 27.4 (81.3)   | 20.7 (69.3)   | 17.0 (62.6)   | 39.2 (102.6)  |
| 일평균 최고 기온 °C (°F) | 4.4 (39.9)    | 5.5 (41.9)    | 9.3 (48.7)    | 14.7 (58.5)   | 18.6 (65.5)   | 21.7 (71.1)   | 23.9 (75.0)   | 23.7 (74.7)   | 19.4 (66.9)   | 14.0 (57.2)   | 8.5 (47.3)    | 5.3 (41.5)    | 14.1 (57.4)   |
| 일일 평균 기온 °C (°F)   | 2.1 (35.8)    | 2.6 (36.7)    | 5.3 (41.5)    | 9.5 (49.1)    | 13.5 (56.3)   | 16.6 (61.9)   | 18.7 (65.7)   | 18.4 (65.1)   | 14.5 (58.1)   | 10.2 (50.4)   | 6.0 (42.8)    | 3.0 (37.4)    | 10.0 (50.0)   |
| 일평균 최저 기온 °C (°F) | −0.5 (31.1)   | −0.5 (31.1)   | 1.3 (34.3)    | 4.2 (39.6)    | 7.8 (46.0)    | 11.1 (52.0)   | 13.3 (55.9)   | 13.1 (55.6)   | 9.9 (49.8)    | 6.5 (43.7)    | 3.2 (37.8)    | 0.5 (32.9)    | 5.8 (42.4)    |
| 역대 최저 기온 °C (°F)   | −24.8 (−12.6) | −24.3 (−11.7) | −18.3 (−0.9)  | −7.4 (18.7)   | −3.2 (26.2)   | 0.3 (32.5)    | 3.3 (37.9)    | 3.3 (37.9)    | −1.3 (29.7)   | −7.9 (17.8)   | −17.1 (1.2)   | −20.9 (−5.6)  | −24.8 (−12.6) |
| 평균 강수량 mm (인치)    | 52.6 (2.07)   | 40.5 (1.59)   | 44.8 (1.76)   | 35.5 (1.40)   | 52.0 (2.05)   | 52.7 (2.07)   | 68.2 (2.69)   | 65.3 (2.57)   | 52.1 (2.05)   | 56.7 (2.23)   | 51.6 (2.03)   | 54.6 (2.15)   | 626.7 (24.67) |
| 평균 강수일수 (≥ 1.0 mm) | 17.4          | 15.5          | 15.4          | 12.6          | 13.5          | 14.0          | 15.2          | 15.0          | 13.4          | 15.5          | 17.2          | 18.3          | 183           |
| 평균 강설일수 (≥ 1.0 cm) | 5.5           | 4.9           | 1.8           | 0.1           | 0             | 0             | 0             | 0             | 0             | 0             | 0.8           | 3.6           | 16.7          |
| 평균 상대 습도 (%)       | 84.7          | 81.4          | 76.9          | 70.1          | 70.3          | 70.8          | 71.0          | 72.2          | 78.2          | 83.0          | 86.2          | 86.0          | 77.6          |
| 평균 월간 일조시간       | 47.4          | 68.4          | 117.2         | 177.1         | 212.1         | 211.1         | 213.5         | 198.5         | 151.6         | 106.2         | 51.8          | 39.3          | 1,596.9       |
| 출처 1: 미국 해양대기청  |               |               |               |               |               |               |               |               |               |               |               |               |               |
| 출처 2: 독일 기상청      |               |               |               |               |               |               |               |               |               |               |               |               |               |

### 행정구역
다음은 하노버 시의 행정구역이다.
|  | 1. 미테 2. 파렌발트-리스트 3. 보트펠트-파렌하이데 4. 부흐홀츠-클레펠트 5. 미스부르크-안데르텐 6. 키르히로데-베메로데-뷜페로데 7. 쥐트슈타트-불트 8. 되렌-뷜펠 9. 리클링엔 10. 린덴-리머 11. 알렘-바덴슈데트-다펜슈테트 12. 헤렌하우젠-슈퇴켄 13. 노르트 |

## 사회와 문화
근대 유럽에서 유행한 신와저리의 건축물이 하노버에도 있다. 또한 하노버는 동물원으로도 유명한 곳이다.

## 교육
하노버에는 도시의 중요성에 걸맞은 규모의 종합대학이 있으며, 하노버 대학(Universität Hannover)로 칭하여 오다가 2008년부터 수학자 라이프니츠의 이름을 붙여, Gottfried Wilhelm Leibniz Universität Hannover 로 공식명을 사용하고 있다.
또, 왕궁으로 쓰이던 건물을 대학 본관으로 사용하고 있으며, 주변에 과거 인공적으로 조성된 아름다운 공원들이 많아 아름다운 캠퍼스로 보자면 결코 뒤쳐지지 않는다. 조용히 자연을 즐기며 학업을 진행하기에 좋은 환경이라고 할 수 있다.

## 자매 도시
- 영국 브리스틀 (1947년)
- 프랑스 페르피냥 (1960년)
- 프랑스 루앙 (1966년)
- 말라위 블랜타이어 (1968년)
- 폴란드 포즈난 (1979년)
- 일본 히로시마시 (1983년)
- 독일 라이프치히 (1987년)

## 주해
1. ↑  1801년 연합법에 의해 아일랜드가 합병된 이후에는 그레이트브리튼 아일랜드 연합 왕국과 하노버 선제후국이 동군연합의 관계가 된다.

## 같이 보기
- 세빗
- 2000년 세계 박람회